# 神職

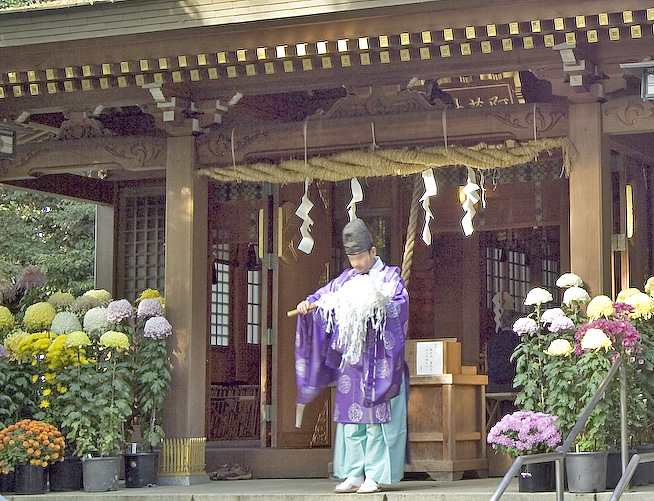
神職

神職（しんしょく）とは、神道、神社において神に奉仕し祭儀や社務を行う者のことである。

## 概要
神主（かんぬし）は本来、神社における神職の長を指していたが、現在では神職と同じ意味で用いられる。神官（しんかん）は、国家の官吏として祭祀を司る職業のことで、第二次世界大戦前は伊勢神宮の「神宮司庁」の祠職のみが呼ばれた。日本国憲法施行以後、神道は国家管理から離れた為、神官は存在しない。
江戸時代までは物忌（伊勢神宮、鹿島神宮）、忌子（賀茂神社）などの名称で女性の職掌も存在し、他の職官でも女性の神職は存在した。しかし、儒教思想に影響を受けた明治政府の宗教政策により、女性神職は存在しなくなった。その後、第二次世界大戦後の1946年（昭和21年）に男女同権思想と、神社の後継者問題（主に出征した神職の戦死、長期未帰還など）の面から、再び女性神職が認められるようになっている。

## 神職になる方法
日本の神社は、教義の面からは、
1. 神社神道の系列に属するもの
2. 教派神道に属するもの

に大別される。前者は1946年まで内務省の神祇院の管轄下にあった神道の神社。後者は幕末から明治期にかけて明治天皇の勅許により成立した神道系の宗教である。
これらは組織系列として、
1. 神社神道に属し、神社本庁の包括下にあるもの
2. 神社神道には属するが、神社本庁の包括下にないもの（単立神社）
3. 教派神道に属するもの

に大別される。
神社本庁は、内務省外局の神祇院を前身とし、1945年12月にGHQの発出した「神道指令」により1946年に政府組織から分離して改組、いち宗教法人として再発足した。神社神道に属する約8万社のうち、7万9千社を包括する。

### 「神社本庁の包括下にある神社」の神職になるには
神社の大部分をしめる「神社本庁の包括下にある神社」の神職になるためには、神社本庁が認定する資格「階位」を有することが必須の条件である。
「神社本庁の包括下にある神社」は、階位の保有者のなかから神職を採用してゆく。
「神社本庁の包括下にある神社」の神職を目指す者は、「階位」の取得を目指す必要がある。

### 「神社本庁の包括下にない神社」および教派神道の神社の神職になるには
「神社本庁の包括下にない神社」および教派神道の神社は、それぞれ独自に「神職の資格」を定めることが可能であるはずであるが、実際には要員を神社本庁の神職養成課程設置機関（→後述）で訓練させ、「階位」を取得させていることが多い。

### 「階位」の認定をうける方法
1946年以降の「階位」は、神社本庁が認定を行う民間の資格であり、「浄階・明階・正階・権正階・直階」の5種がある。
「階位」の認定を受ける方法は
1. 神職養成課程の設置機関で所定の課程を修了すること
2. 階位検定試験を受験し、合格ののち所定の研修を受けること。
3. 神職養成講習会を受講する
4. 階位検定講習会を受講し、「階位検定」を受検すること

1・2は「神社本庁の包括下に無い神社」や「教派神道に属する神社・教会等」の子弟を含む一般にも開かれた方法、3・4は神社本庁包括下の神職の後継者で「祀職・家職を継承するために緊急に資格を必要とする者」という限定がある。

### 養成課程の種類
| 名称         | 対象 | 年限  | 授与される階位         | 備考                                                     |
| ------------ | --- | ----- | ---------------------- | -------------------------------------------------------- |
| 予科         | 中学卒業 | 1年   | 直階授与               |                                                          |
| 普通課程I類  | 高等学校卒業またはそれと同等の学力を有する者                                                                           | 1年   | 権正階授与             |                                                          |
| 普通課程II類 | 高等学校卒業またはそれと同等の学力を有する者                                                                           | 2年   | 正階授与               |                                                          |
| 専修課程     | 以下のいずれか 普通課程II類修了者・正階保有者・短期大学卒業以上                                                        | 2年   | 明階検定合格・正階授与 |                                                          |
| 高等課程     | 高等学校卒業 | 4年   | 明階検定合格・正階授与 | 大学（国学院・皇学館）の学部で「神職課程」として履修可能 |
| 専攻課程I類  | 大学卒業者 | 1年   | 明階検定合格・正階授与 | 大学（国学院・皇学館）に設置                             |
| 専攻課程II類 | 大学卒業者 | 2年   | 明階授与               | 大学院（国学院・皇学館）の修士課程に設置                 |
| 明階総合課程 | - 国学院大学の神道文化学部・皇學館大学の文学部神道学科の4年次に在籍し、3年次までに神職課程の所定の単位を取得している者 | 6か月 | 明階授与               | 大学（国学院・皇学館）に設置                             |

※専修課程・高等課程・専攻課程I類を修了し、「明階検定合格・正階」の資格を得た者は、さらに、神宮・神社・神社本庁・神社庁の職員（神職・巫女・事務員を問わない）として2年以上在職し、神社本庁研修規程に基づく必要な研修を受講した後、各都道府県神社庁を通して「明階」を申請することができる。

### 神職養成機関
| 名称       | 設置課程（学校固有の学部・学科・専攻名） | 所在         | 設立年     | 備考 |
| ---------- | --- | ------------ | ---------- | ---- |
| 國學院大学 | - 普通課程I類 （別科 神道専修 I類） - 普通課程II類 （別科 神道専修 II類） - 高等課程 （神道文化学部またはその他の学部で「神職課程」履修） - 専攻課程I類 （神道学専攻科） - 専攻課程II類 （文学研究科 博士課程前期 神道学・宗教学専攻） - 明階総合課程 （神道文化学部の4年次に履修可能） | 東京都渋谷区 | 1920       |      |
| 皇學館大学 | - 高等課程 （文学部神道学科またはその他の学部・学科で「神職課程」履修） - 専攻課程I類 （神道学専攻科） - 専攻課程II類 （文学研究科神道学専攻（博士前期課程）） - 明階総合課程 （文学部神道学科の4年次に履修可能）                                                                       | 三重県伊勢市 | (1882)1962 |      |

| 名称                           | 設置課程                                  | 所在                 | 設置年     | 備考         |
| ------------------------------ | ----------------------------------------- | -------------------- | ---------- | ------------ |
| 志波彦神社・鹽竈神社神職養成所 | - 普通課程II類                            | 宮城県塩竈市         | (1943)1946 |              |
| 出羽三山神社神職養成所         | - 普通課程I類 - 普通課程II類              | 山形県鶴岡市         | (1883)1962 |              |
| 神宮研修所                     | - 普通課程II類                            | 三重県伊勢市         | (1952)1969 | 男子のみ募集 |
| 熱田神宮学院                   | - I類（権正階課程） - II類（正階課程）    | 愛知県名古屋市熱田区 | 1950       |              |
| 京都國學院                     | - 普通課程I類 - 普通課程II類 - 専修課程   | 京都市上京区         | (1885)1955 |              |
| 大社國學館                     | - 別科 - 本科・選科                       | 島根県出雲市         | (1938)1956 |              |
| 大阪國學院※※                   | - 1年次（直階課程） - 2年次（権正階課程） | 大阪市中央区         |            | 通信教育機関 |

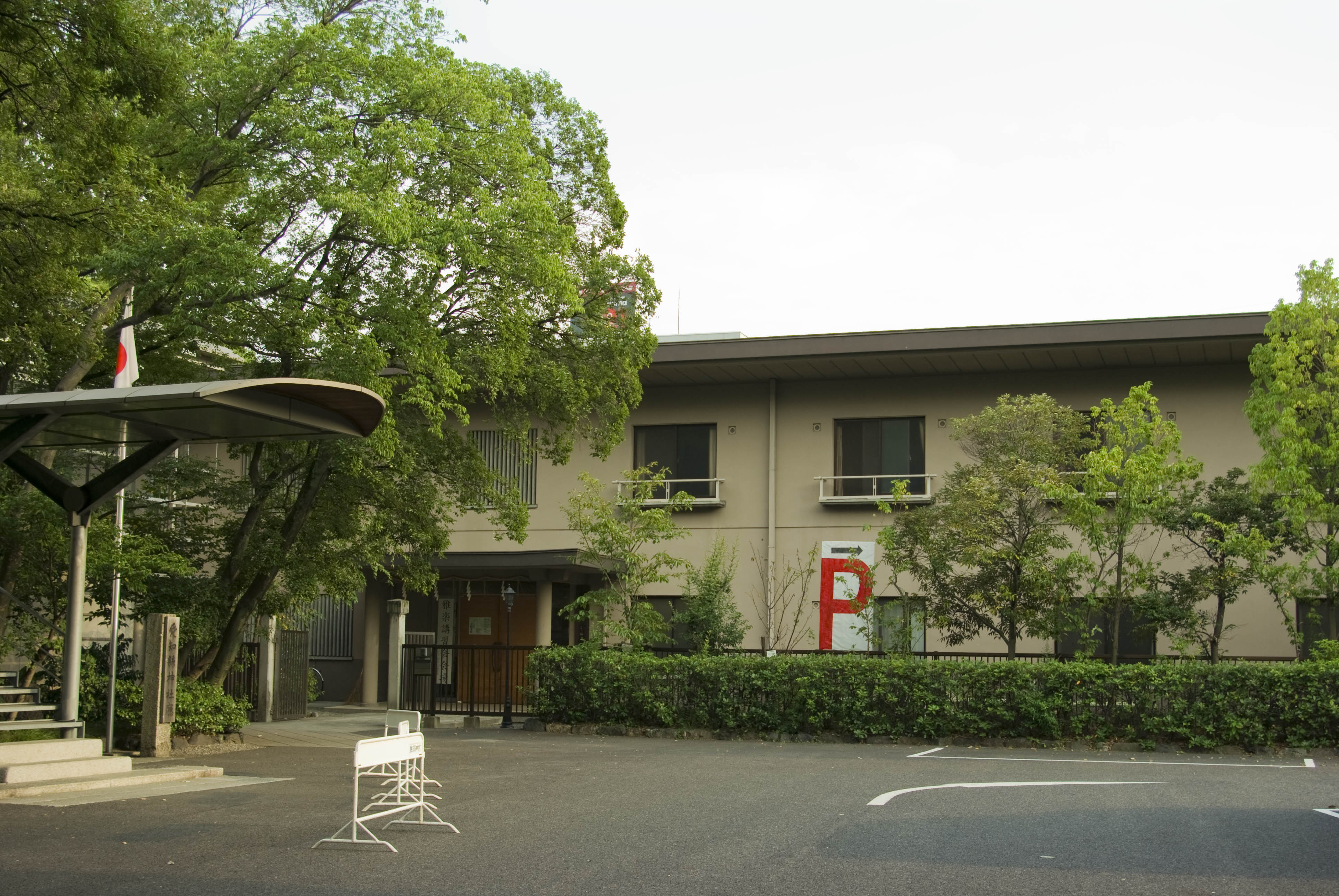
熱田神宮学院（左は愛知県神社庁）

- ※大社國學館の別科は予科に相当。本科・選科は普通課程II類に相当し、受験資格は本科が高卒（高卒相当）、選科は直階保有者。
- ※※大阪國学院は高等学校卒業以上を受験資格とし、1年次に直階、2年次に権正階の授与を受けることができる。

## 階位
神社本庁では、「階位検定及び授与に関する規程」により、以下の5つの階位区分がある。明階までは所定の研修を受けることにより昇進が可能である。なお、階位の名称は神道で徳目とする「浄明正直」（浄く明く正しく直く）から取られたものである。
浄階（）
階位の最高位で、長年神道の研究に貢献した者に与えられる名誉階位。
明階（）
別表神社の宮司および権宮司になるために必要な階位。この階位であれば、勅裁を要する伊勢神宮の大宮司以外ならどこの神社の宮司にもなれる。
正階（）
別表神社の禰宜および宮司代務者になるために必要な階位。
権正階（）
一般神社の宮司および宮司代務者、別表神社の権禰宜になるために必要な階位。
直階（）
一般神社の禰宜および権禰宜になるために必要な階位。

## 身分
神社本庁では、「神職身分に関する規程」により、特級、一級、二級上、二級、三級、四級という身分の区分がある。
身分の選考は経歴・神社界に対する功績をもとに行われる。「神社本庁統理、神宮大宮司は特級」、「神宮少宮司は一級」、「神宮禰宜、別表神社の宮司および権宮司は二級上または二級（三級以上・正階以上）」という基準があるが、昇級は基本的に各都道府県神社庁支部への貢献度、神職としての評価、実績による。推薦は支部毎となるため、神職の少ない支部に於いては多い支部と比べ昇級が早まる傾向にある。なお、出雲大社の「教統は一級」である。
また、現在は神社本庁の包括下にある神社の神職であっても、以前は神社本庁の包括下にない神社（単立神社）の神職であった場合、神社本庁と友好的な関係にある単立神社（靖国神社や伏見稲荷大社など）を除いて、単立神社での経歴や功績は身分の選考には加味されない。

## 長老
徳望衆に秀で人格見識共に勝れ多年奉仕神社の県営に神徳の発揚に力をいたし老齢に達する迄神社界の先覚として終始一貫斯道の為に貢献し功績抜群なる者（表彰規程第2条第3号）に対し授与される功績状を授与された者に対し、長老の敬称を贈ることとなっている（長老に関する規程）。

## 服制

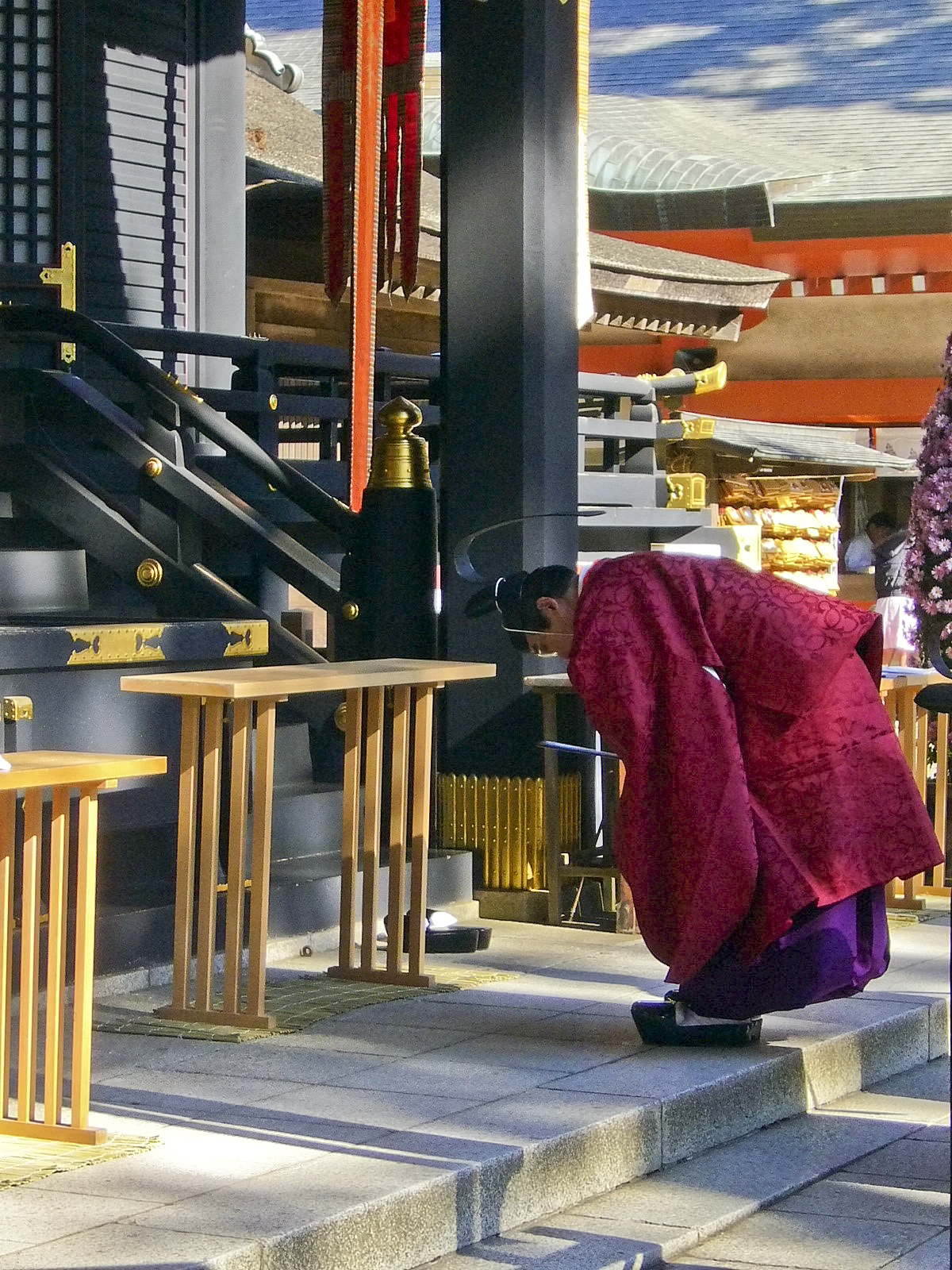
正装による礼

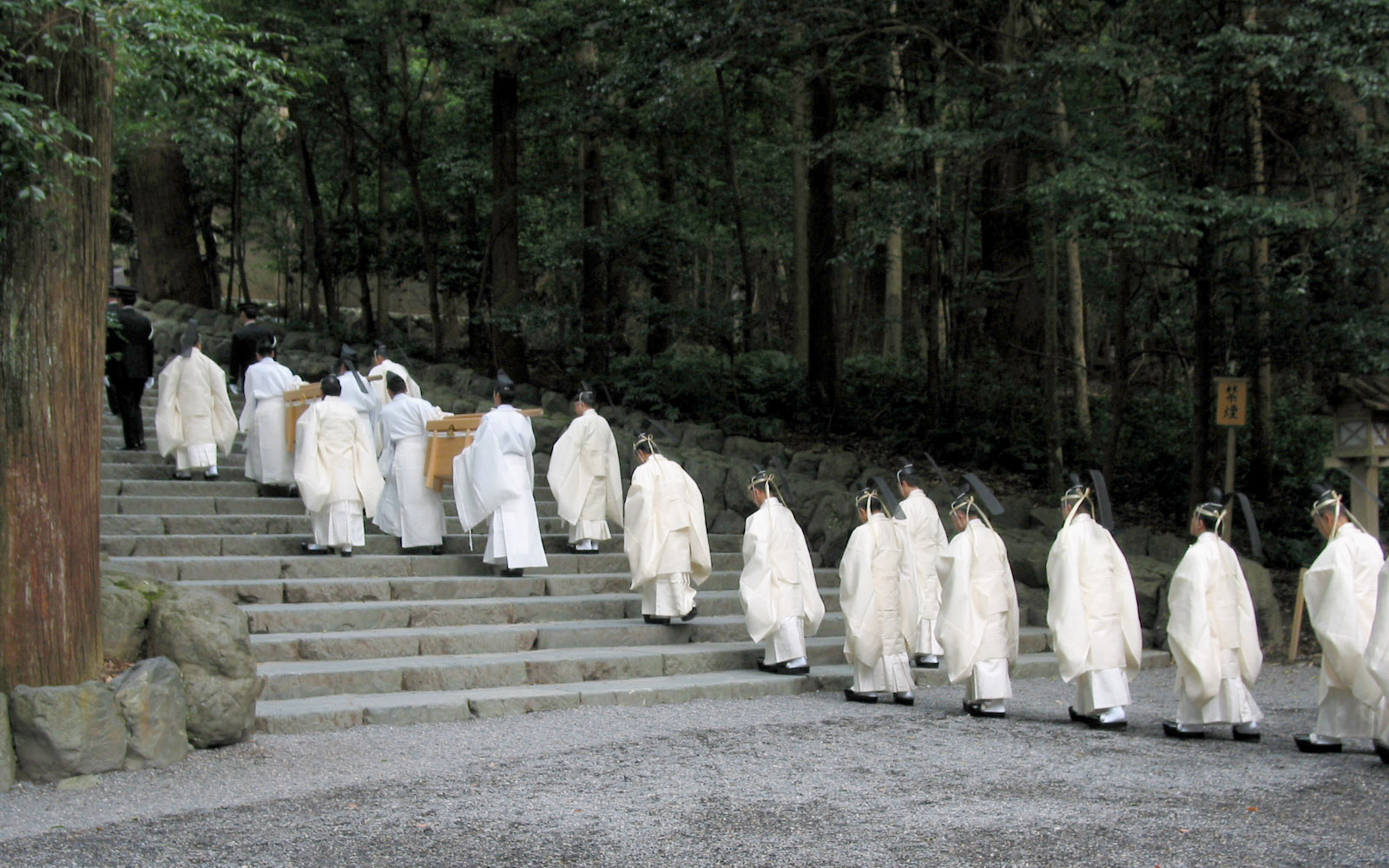
斎服を纏った神職

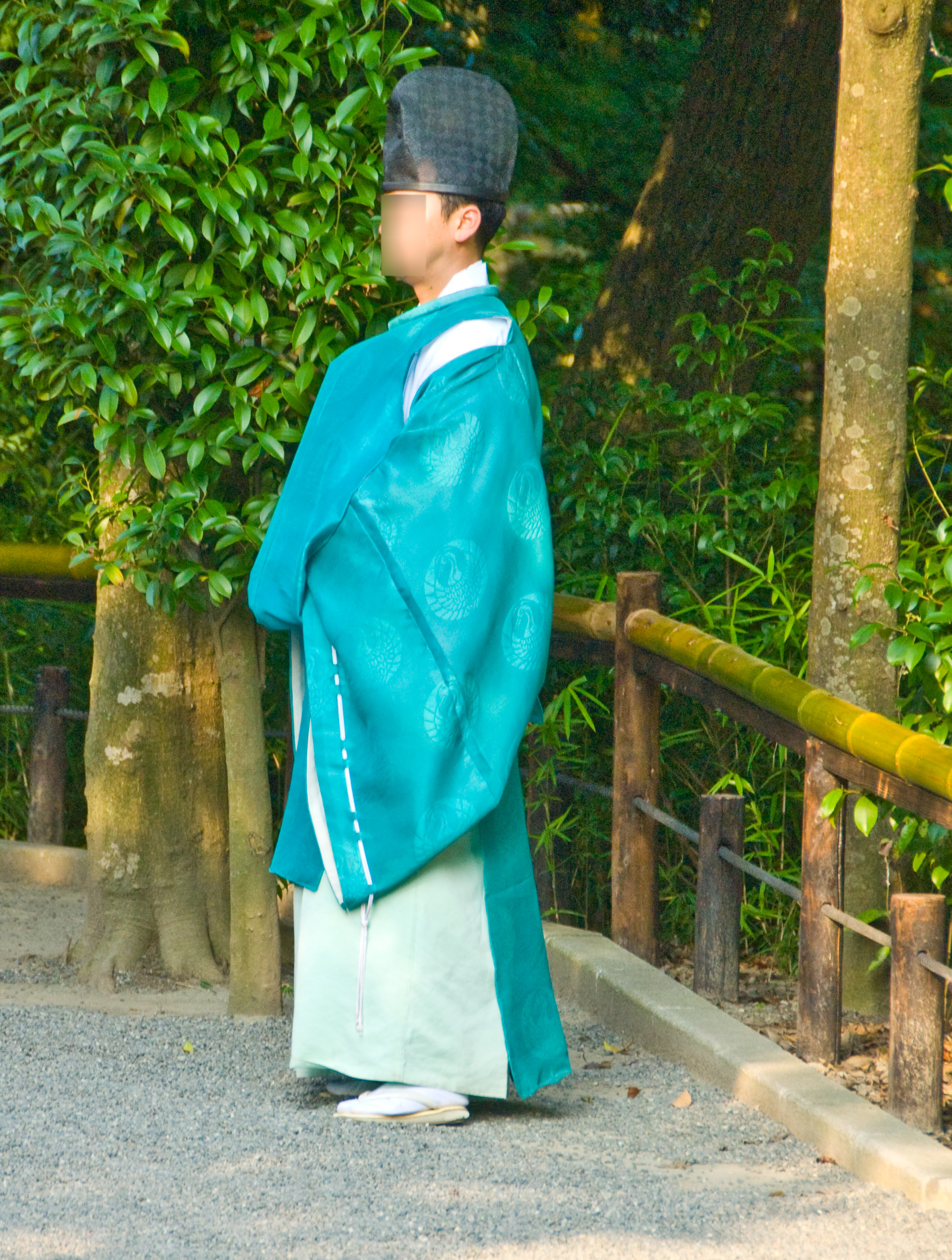
狩衣を纏った神職

神社本庁では正装・礼装・常装の服制を定め、上記の身分別に規定がある。（女子神職は別に規定あり）
祭典において神職の役割は、その祭典を主宰する斎主（宮司）と、神饌を供える・玉串を手渡す・祭具を運ぶといった補佐をする祭員（禰宜など）に分けられ、原則として、同じ祭典に奉祀する者は同じ装束を着用する。
これは、社殿が広く祭場の場所が充分に取れる場合は差し障りないが、正装は威儀を正すという性質上、装束が大振りで活動的ではないかため、社殿の小さな神社では、複数人の神職が正装を着用して祭典を行うと、他人の装束や祭具に引っかけてしまったりと祭典に支障をきたす場合がある。このため、斎主は正規の服制に倣っても、斎主以外は状況に応じて常装で行う場合も多い。また、さらに小規模な神社では斎主1人で祭典を行うことも多く、この場合、1人で全ての役割をしなければならないため、大祭・中祭であっても常装で行う場合もある。

### 正装（＝衣冠）
正装（衣冠）は「大祭（例祭、新嘗祭、祈年祭、神社造営等に関わる臨時祭など）」、「天皇、三后、皇太子または皇太孫御参拝」の場合に着用する。しかし、伊勢神宮では、すべての大祭と中祭の際、すべての神職は正式な服装ではなく、斎服を着用する。伊勢神宮の小祭や大祓式の際には、神職は浄衣を着用する。
- 特級 - 黒袍（輪無唐草紋）、白奴袴（白八藤紋）、冠（繁紋）
- 一級 - 黒袍（輪無唐草紋）、紫奴袴（白八藤紋）、冠（繁紋）
- 二級上 - 赤袍（輪無唐草紋）、紫奴袴（薄紫八藤紋）、冠（繁紋）
- 二級 - 赤袍（輪無唐草紋）、紫奴袴（無紋）、冠（繁紋）
- 三級 - 紺袍（無紋）、浅葱奴袴（無紋）、冠（遠紋）
- 四級 - 紺袍（無紋）、浅葱奴袴（無紋）、冠（遠紋）
- 出雲国造 - 黒袍（亀甲剣唐花菱）、小豆色奴袴（剣唐花菱）、冠（繁紋）懸緒 紫打紐[4]。

また、神社において由緒ある祭典を行う上、特に必要あるときは、宮司に限り、神社本庁統理の承認を受けて、その当日一等級上位の正装を着用することができる。

### 礼装（＝白色無紋の衣冠）
礼装は「中祭（歳旦祭、元始祭、紀元祭、天長祭など）」で着用する。また、正装の代わりに礼装を着用することも認められている。しかし、伊勢神宮では、すべての大祭と中祭の際、すべての神職は正式な服装ではなく、斎服を着用する。伊勢神宮の小祭や大祓式の際には、神職は浄衣を着用する。
斎服といい、身分に拘らず、白袍（無紋）、白差袴（無紋）、冠（遠紋）。出雲国造は白袍、白差袴、冠黒羅繁紋垂纓、懸緒紙捻紫色。

### 常装（＝狩衣等）
常装は「小祭（月次祭、旬祭など）」、「恒例式（遥拝式、大祓式など）」で着用する。
狩衣、奴袴（色目は正服に準ずる）、烏帽子。出雲国造は小豆色差袴（剣唐花菱）、立烏帽子懸緒懸緒紫打紐。笏または中啓を用いる。
狩衣の色目・紋様は禁色を除いてまったく自由である（後述の忌色は別）。禁色とは高貴な人が着る色目で、神社本庁では天皇の御服である黄櫨染、皇太子が着用する黄丹の2色が禁色に指定されている。
狩衣は、「雑祭（各種祈願祭や地鎮祭などの出張祭典、神前結婚式など）」の際にも着用する。なお、大祓式などの特に清浄を必要とする場合には、身分に拘らず無紋の白い狩衣である浄衣を着用する。
また、神葬祭・神前結婚式の装束は以下のとおりである。
神葬祭装束
神葬祭では、身分に拘らず無紋の鈍色衣冠、あるいは無紋の鈍色狩衣を着用する。この時、斎主は衣冠、祭員は狩衣を着用することが多い。この神葬祭装束の鈍色（鼠色）は忌色とされ、禁色とともに普段の着用は禁じられている。なお、神葬祭を行うことが少ない地域の神社や地方の小規模神社では、神葬祭装束を揃えていないこともあり、その場合は斎服、浄衣といった白色装束を着用することもある。
神前結婚式装束
神前結婚式については特に規定はないが、「雑祭」ということで狩衣・浄衣を着用する。複数の神職で式を行う場合は、斎主は斎服・衣冠、祭員は浄衣・狩衣で行うこともある。
この他、その神社特有の故実がある場合は、その故実に従った服制を定めることができたり、祭典内容や神職身分によって、束帯、直衣、明衣、布衣、格衣、直垂などを用いる場合もある。

## 職階

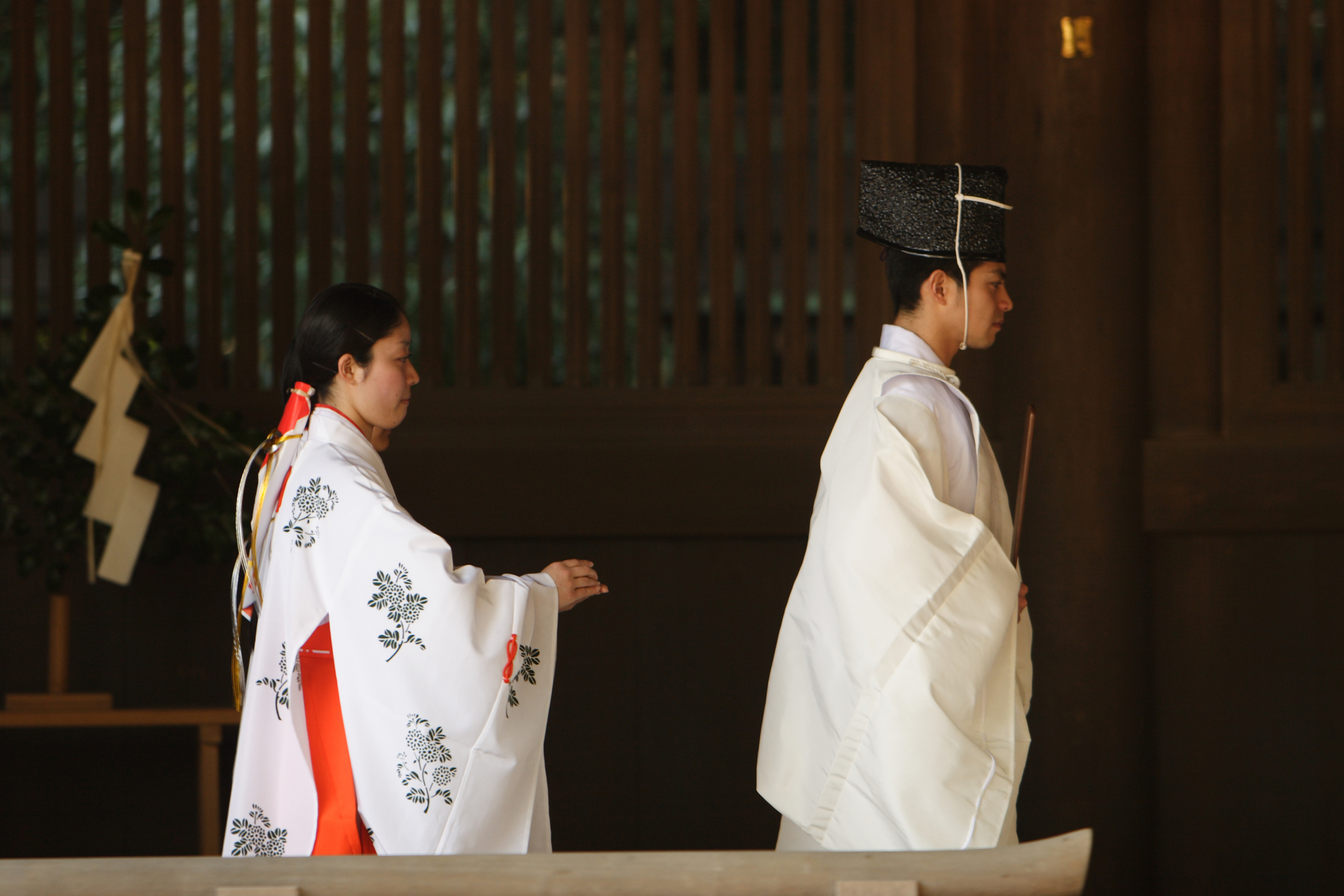
神職と巫女（東京・明治神宮）

神社内での役職順位を職階という。神社の規模や由緒によって異なるが、一般的には、「宮司」（ぐうじ）・「禰宜」（ねぎ）・「権禰宜」（ごんねぎ）が置かれている。原則として宮司・禰宜は各神社に1名ずつである。別表神社の一部では、宮司の下に「権宮司」（ごんぐうじ）や複数の禰宜を置いている。簡単にいえば、宮司は神社の代表者、権宮司は副代表者、禰宜は宮司の補佐役、権禰宜は一般職員である。神宮は特別で、「祭主」・「大宮司」・「少宮司」・「禰宜」・「権禰宜」・「宮掌」・「出仕」・「出仕前」を置いている。
この他、臨時職である「宮司代務者」、権禰宜以下の神職である「宮掌」（くじょう）・「主典」（しゅてん）・「典仕」（てんじ）、神職見習いである「出仕」（しゅっし）・学生である「出仕前」（しゅつじさき）・「実習生」・「研修生」などがある。
神職以外には、事務職として「参事」・「録事」・「主事」、「主事補」、宗教職として「教導司」・「教学司」、その他専門職として「伶人」・「技監」・「技師」・「庭師」・「衛士」・「守衛」などを置いている神社もある。また、「巫女」や「舞女」などは神職に含まれない。
また、神社本庁の包括に属する神社の宮司あるいは宮司代務者である以上、神社の大きさに関係なく、宗教法人であれば代表役員として、立場は対等である。例えば、別表神社の宮司も、地方の小さな神社の宮司も、影響の有無は区別して代表役員としての地位は同じである。なお、職階と階位は別物であり、職階が上の方が神職としての地位は上である。例えば、明階の禰宜や権禰宜よりも、正階または権正階の宮司の方が上である。
神社本庁の宗教法人としての規則である「宗教法人「神社本庁」庁規」第78条では「宮司をもって代表役員とし、宮司代務者をもって代表役員の代務者とする」。同庁規第90条第1項により、「宮司及び宮司代務者の進退は代表役員以外の役員の具申により、統理が行ふ。但し、統理が必要と認めたときに、代表役員以外の責任役員の同意を得て、進退を行ふことができる」。第91条では「権宮司の進退は、役員の同意を得て宮司が具申して、統理が行ふ」。「禰宜以下の進退は、宮司の具申により、統理が行ふ」こととされている。また、神社本庁の「役職員進退に関する規程」では宮司、別表神社の権宮司の任免は「統理が行い」、その他の神職は「統理の指揮を受けて都道府県神社庁長が行う」こととされている。
伊勢神宮では、宗教法人としての規則である「神宮規則」により、祭主は「勅旨を奉じて定め」（神宮規則第30条第1項後段）、神宮大宮司の任免は「神宮崇敬者総代の同意を得て、神宮責任役員〔神宮少宮司及び責任総代〔崇敬者総代のうちから崇敬者総代会において選出した者を代表役員が委嘱する〕〕が連署の上、勅裁を仰ぐ」（神宮規則第32条）、神宮少宮司の任免は「神宮崇敬者総代の同意を得て神宮大宮司が行う」（神宮規則第33条）、その他の神職の任免は「大宮司が行う」（神宮規則第34条）こととされている。

## 神社界における学閥
以下に列記した神社はあくまでも、在籍する神職職員が院友もしくは館友のどちらかに偏っている別表神社であり、実際には、出身校に拘らずに職員を採用している神社の方が多い。
- 國大系
  - 出羽三山神社
  - 志波彦神社・鹽竈神社
  - 香取神宮
  - 鶴岡八幡宮
  - 出雲大社
  - 筥崎宮
  - 鵜戸神宮
  - 石清水八幡宮
  - 賀茂御祖神社
  - 北野天満宮
  - 吉田神社
  - 伏見稲荷大社
- 皇大系
  - 熱田神宮
  - 多度大社
  - 椿大神社
  - 愛宕神社
  - 松尾大社
  - 八坂神社
  - 今宮戎神社
  - 住吉大社
  - 伊弉諾神宮
  - 射楯兵主神社
  - 長田神社
  - 多賀大社

## かつての神職の職制
- 府社県社以下神社ノ神職ニ関スル件（明治22年勅令第22号）および官国幣社職制（明治35年勅令第27号）によれば、官国幣社には宮司（1人）、権宮司（1人。ただし熱田神宮、出雲大社、橿原神宮、明治神宮に限る）、禰宜（1人）、主典、宮掌（ただし熱田神宮に限る）が置かれ、主典および宮掌の定員は内務大臣が定める。のちに主典は原則として1社に2人以内とされ、熱田神宮宮掌は13人以内とされる。
- 宮司は、奏任待遇（ただし功績の顕著なものは10人を限りに勅任待遇とすることができる）とされ、内務大臣および地方長官の指揮監督を承け、国家の宗祀に奉仕し、祭儀を司り、庶務を管理する。
- 権宮司は、奏任待遇とされ、宮司を補佐し、祭儀および庶務に従事する。
- 禰宜は、判任待遇とされ、宮司および権宮司の指揮監督を承け、祭儀および庶務に従事する。
- 主典および宮掌は、判任待遇とされ、上職の指揮監督を承け、祭儀および庶務に従事する。
- 宮司および権宮司は、内務大臣の奏請により内閣において命じられ、禰宜、主典および宮掌は地方長官が命じる。
- 府県社および郷社には、社司1人、社掌若干人（その員数は社司および氏子総代または崇敬者総代が議定する）が、村社以下神社には社掌若干人（その員数は氏子総代または崇敬者総代が議する）が、それぞれ置かれる。
- 社司および社掌は、いずれも判任官待遇とされ、社司または村社以下神社の上席社掌で功績の顕著な者は道府県各2人を限って奏任官の待遇とすることができる。
- 社司は、社掌を指揮して神明に奉仕し、祭祀を掌り、庶務を管理し、
- 府県、郷社の社掌は、社司の命を受けて神明に奉仕し、祭祀および庶務を従事する。
- 村社以下神社の社掌は、神明に奉仕し、祭祀を掌り、庶務を管理する。